# Thelocactus rinconensis
Thelocactus rinconensis (Poselg.) Britton & Rose, es una especie de planta fanerógama perteneciente a la familia Cactaceae. 

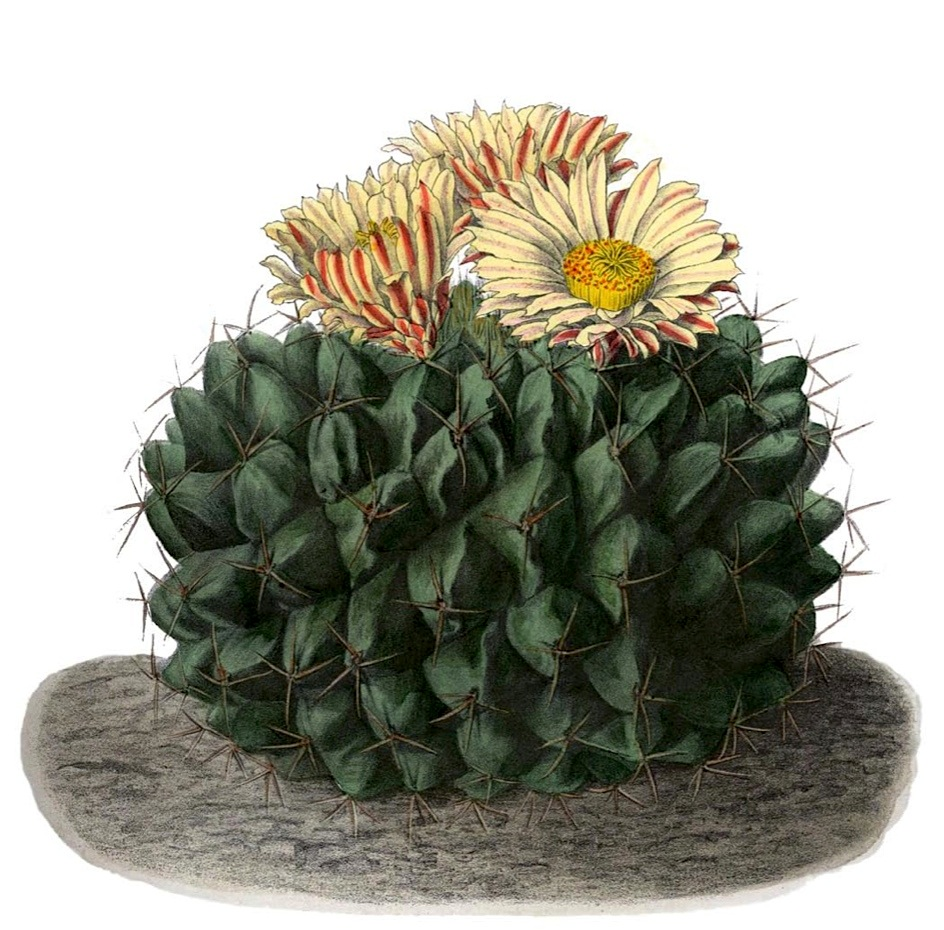
Ilustración

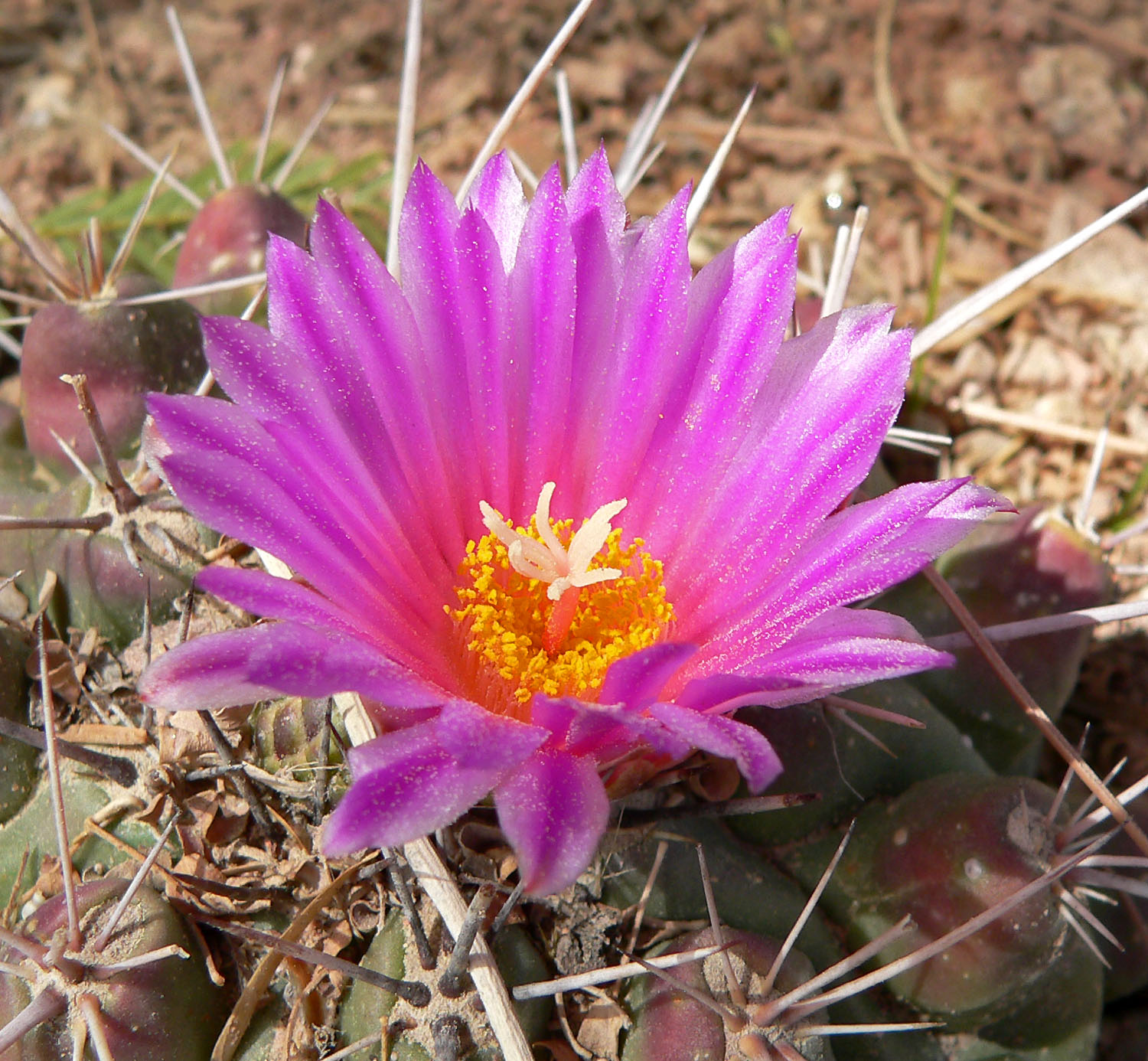
Flor

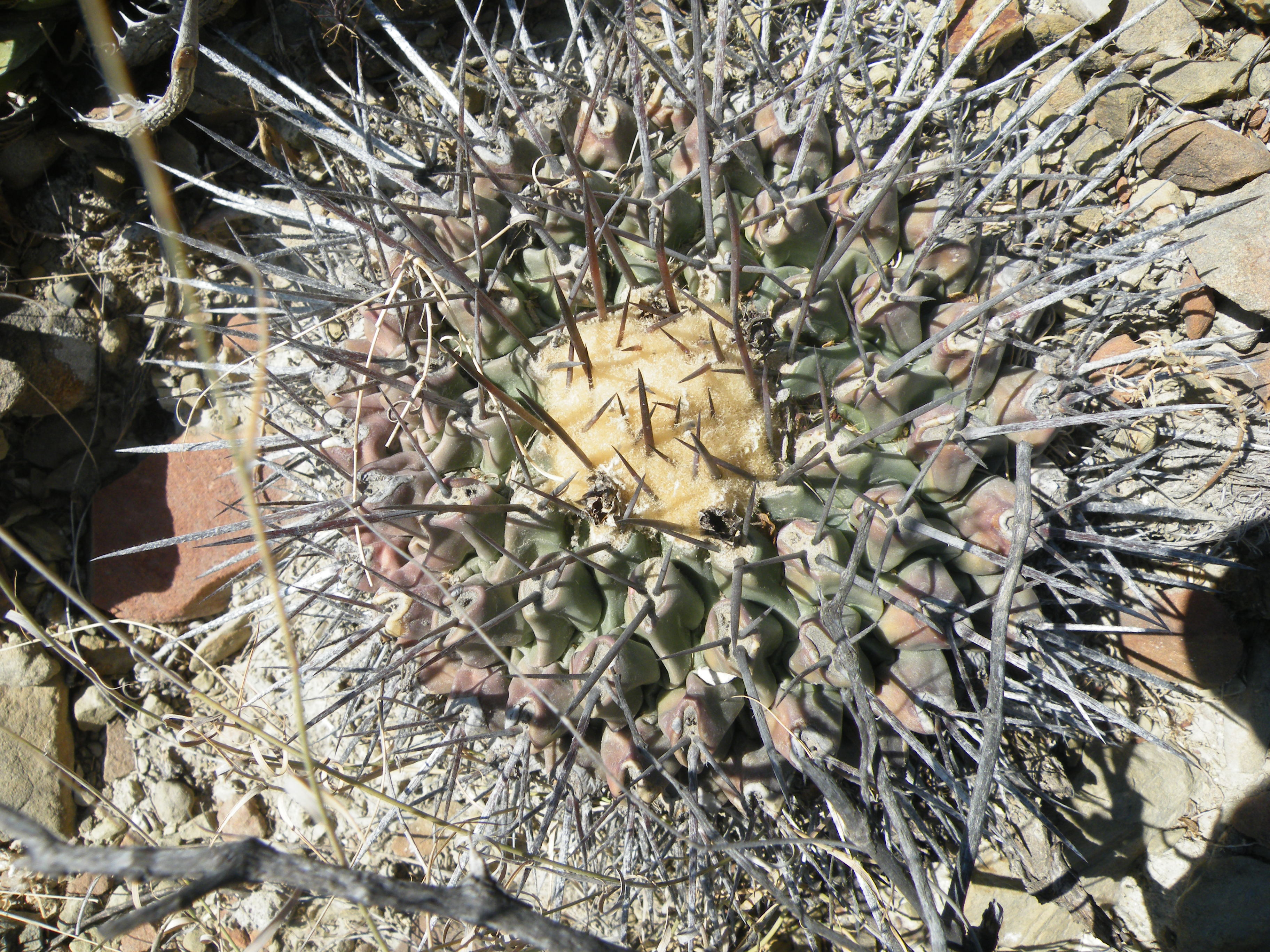
Vista superior

## Descripción
Es una planta perenne con tallo deprimido esférico individual de color gris-verde de 6 a 8 centímetros de alto y tiene entre 12 y 20 centímetros de diámetro. Tiene hasta 20  costillas que se disuelven espesas y llenas de baches. Los tubérculos son cónicos, cuadrados, rectos o torcidos truncados. Las areolas están de 2 a 2,5 centímetros de distancia, son circulares o elípticas y cubiertas con fieltro de lana blanca. Espinas ausentes en la forma nominal por completo. El número y el color de las espinas varía muy a menudo. Las de 3 a 4  espinas centrales son de 6 a 8 centímetros de largo, en forma de aguja, lezna y ocre manchado de amarillo a grisáceo. Las flores son grandes, ampliamente difundidas, de  4 a 7 centímetros de largo y ancho. El color de la flor varía desde el blanco, amarillento a rosa violáceo.

## Distribución
Es endémica de Coahuila de Zaragoza y Nuevo Leon en México. Su hábitat natural son los áridos desiertos.  Es una especie que se ha extendido por todo el mundo como planta ornamental.
Es endémica de Coahuila de Zaragoza y Nuevo Leon en México. Su hábitat natural son los áridos desiertos.  Es una especie que se ha extendido por todo el mundo como planta ornamental.

## Taxonomía
Thelocactus rinconensis fue descrita por (Poselg.) Britton & Rose y publicado en The Cactaceae; descriptions and illustrations of plants of the cactus family 4: 7, f. 4. 1923.
Etimología
Thelocactus: nombre genérico que deriva de las palabras griegas:
thele que significa "pezón" y el sufijo "cactus" - haciendo referencia a los tubérculos de la planta.
rinconensis: epíteto geográfico que alude a su localización en La Rinconada de Nuevo León.
Sinonimia
- Echinocactus rinconensis
- Echinocactus lophothele
- Echinocactus phymatothelos
- Thelocactus phymatothelos
- Echinocactus nidulans
- Thelocactus nidulans
- Thelocactus multicephalus